# 法布莱斯·鲁奇尼
法布莱斯·鲁奇尼 (法語發音：[fabʁis lukini]; 1951年11月1日—) 是一名法国男演员，2015年以《貂皮》赢得第72届威尼斯影展最佳男演员奖。

## 生平
他生于巴黎，来自一个意大利阿西西的移民家庭。

## 奖项
- Prix Jean Gabin (1991)
- 凯撒电影奖最佳男配角  Tout ça... pour ça ! (1994)
- Prix du Brigadier (2002)
- 第29届莫斯科国际电影节最佳男演员 (2007)[3]
- 第72届威尼斯影展最佳男演员